# Hedgehoppers Anonymous
Hedgehoppers Anonymous waren eine englische Beatmusik-Band.

## Geschichte
Sie wurde 1963 unter dem Namen The Trendsetters gegründet und 1964 in The Hedgehoppers umbenannt. Nachdem die Gruppe 1965 von Musikproduzent Jonathan King entdeckt wurde, nahm man schließlich den Namen Hedgehoppers Anonymous an. Mitglieder der Band waren Mick Tinsley (Gesang), John Stewart (Gitarre), Alan Laud (Gitarre), Ray Honeyball (Bass) und Leslie Dash (Schlagzeug).
Mit der von King produzierten Single It’s Good News Week stieg die Gruppe im Jahr 1965 sowohl in die britischen Charts (Platz 5) als auch in die Billboard Hot 100 (Platz 48) ein. An diesen Erfolg konnten Hedgehoppers Anonymous mit ihren weiteren Veröffentlichungen jedoch nicht anschließen. Im Januar 1967 löste sich die Band auf. Mick Tinsley hat daraufhin eine Solokarriere gestartet.

## Diskografie

### Chartplatzierungen
| Jahr | Titel Album         | Höchstplatzierung, Gesamtwochen, AuszeichnungChartplatzierungen (Jahr, Titel, Album, Platzierungen, Wochen, Auszeichnungen, Anmerkungen) | Höchstplatzierung, Gesamtwochen, AuszeichnungChartplatzierungen (Jahr, Titel, Album, Platzierungen, Wochen, Auszeichnungen, Anmerkungen) | Anmerkungen |
| Jahr | Titel Album         | UK | US | Anmerkungen |
| ---- | ------------------- | --- | --- | ----------- |
| 1965 | It’s Good News Week | UK5 (12 Wo.)UK | US48 (10 Wo.)US |             |

### Singles
- It’s Good News Week (September 1965)
- Don’t Push Me (Dezember 1965)
- Baby (You’re My Everything) (Mai 1966)
- Daytime (August 1966)
- Stop Press (Dezember 1966)